# Полешко Олександр Пантелійович
Пол́ешко Олекс́андр Пантел́ійович (17 вересня 1946, Київ, СРСР) — радянський та український вчений у галузі технології машинобудування, кандидат технічних наук, доцент кафедри лазерної техніки та фізико-технічних технологій НТУУ «КПІ». Науковий напрямок — дослідження конструкційної міцності крихких неметалевих матеріалів та розробка нових елементів конструкцій та вузлів машин. Автор понад 100 опублікованих наукових праць, в тому числі, 10 навчальних посібників, 40 методичних розробок та авторських свідоцтв. Співавтор стандартів вищої освіти спеціальності «Обробка металів за спецтехнологіями» освітньо-кваліфікаційних рівнів бакалавр, спеціаліст і магістр. За досягнення в науці і особистий внесок у підготовку кваліфікованих спеціалістів удостоєний численних Почесних Грамот та Подяк. Нагороджений медаллю «В память 1500-летия Киева».

## Життєпис
Олександр Полешко народився у родині педагогічних працівників. Його батько Полешко Пантелій Тимофійович викладав у Київському політехнічному інституті, мати Ольга Олександрівна вчителювала в одній з середніх шкіл Києва. Родина Полешків належала до українського козацького стану та займались землеробством.
Після закінчення у 1969 р. механіко-машинобудівного факультету Київського політехнічного інституту отримав кваліфікацію інженера-механіка з спеціальності «Технологія машинобудування, металорізальні верстати і інструмент» і був направлений за розподілом до Інституту проблем міцності (ІПП) АН УРСР, у якому працював на інженерних і наукових посадах до 1980 р.
У 1977 г. закінчив аспірантуру при ІПП АН УРСР і в 1978 г. під науковим керівництвом академіка Георгія Степановича Писаренка захистив дисертацію на здобуття вченого ступеня кандидата технічних наук за спеціальністю «Механіка деформівного твердого тіла».
Педагогічну діяльність на кафедрі лазерної техніки та фізико-технічних технологій НТУУ «КПІ» розпочав у 1980 р. — асистентом, старшим викладачем, а з 1985 р. — доцентом. Основні начальні дисципліни, що викладає — Деталі машин і Основи конструювання.
Олександр Пантелійович обирався головою ревізійної комісії Жовтневої районної парторганізації м. Києва, був членом Науково-Методичної комісії Міносвіти України з інженерної механіки, членом спеціалізованої наукової ради з захисту дисертацій з спеціальності «Машинознавство і деталі машин».

## Вибрана бібліографія
- Баліцкий В. Ю. Методи випробування підшипників кочення / В. Ю. Баліцкий , О. П. Полешко // Матеріали Всеукраїнської науково-технічної конференції молодих вчених та студентів «Інновації молоді–машинобудуванню». Секція «Лазерна техніка та фізико-технічні технології», м. Київ, 19 квітня 2016. – Київ : НТУУ «КПІ». – 2016. – С. 12-14. - Бібліогр.: 2 назви.
- Колибашкін С. О. Методи стопоріння різьбових з'єднань / С. О. Колибашкін, О. П. Полешко // Матеріали Всеукраїнської науково-технічної конференції молодих вчених та студентів «Інновації молоді–машинобудуванню». Секція «Лазерна техніка та фізико-технічні технології», м. Київ, 19 квітня 2016. – Київ : НТУУ «КПІ». – 2016. – С. 11-12. Бібліогр. : 3 назви.
- Полешко О. П. Деталі машин. Проектування ланцюгових передач : Навчальний посібник. — К.: НТУУ «КПІ», 2012. — 52 с.
- Полешко О. П. Проектування передач гнучким зв'язком : Навчальний посібник. — К.: НТУУ «КПІ», 2012. — 113 с.
- Полешко О. П. Деталі машин. Проектування черв'ячних передач : Навчальний посібник / Уклад.: О. П. Полешко. — К.: НТУУ «КПІ», 2012. — 64 с.
- Залишкові напруження та деформації в сталях при лазерному формоутворенні об'ємнім конструкцій / Головко Л. Ф., Кагляк О. Д., Лутай А. М., Ключников Ю. В., Полешко О. П., Романов Б. С. // Laser Technologies in Welding and Materials Processing: Fifth International Conference 24 — 27 May, 2011, vil. Katsiveli, Crimea, Ukaine. — p.р. 29-34.
- Полешко О. П. Деталі машин. Лабораторний практикум : Навчальний посібник / О. П. Полешко, М. С. Блощицин. — К.: НТУУ «КПІ», 2011. — 87 с.
- Полешко О. П. Деталі машин. Проектування пасових передач : Навчальний посібник. — К.: НТУУ «КПІ», 2011. — 76 с.
- Оцінка конструктивної міцності скляного сферичного корпусу при зовнішньому тиску / Родічев Ю. М., Горалік Є. Т., Полешко О. П.// Водний транспорт. Сб. наук. праць КДАВТ, № 10, 2009 р., с.54 — 61.
- Полешко О. П. Теорія машин, механізмів і деталі машин. Розрахунок та проектування : Навчальний посібник / О.П Полешко, Є. Т. Горалік. — К.: КДАВТ, 2009. — 224с.
- Полешко А. П.Об эффективности упрочнения технических стекол и ситаллов// Вопросы механики деформируемого твердого тела. Темат. сб. научн. трудов, вып. 2, 1982, с.122-126.
- Об исследовании напряженно-деформированного состояния оребренных монолитных цилиндрических оболочек из ситалла, нагруженных внешним гидростатическим давлением /Бурдун Е.Т., Золотарев П.Ф., Полешко А.П.//Труды Николаевского кораблестроит. ин-та. Строительная механика корабля, вып.162. Николаев,1980, с. 53-55.
- Полешко А. П.К вопросу о влиянии рабочих сред на прочность технических стекол и ситаллов //Проблемы прочности, 1980.- №9.- с. 84-86.
- Полешко А. П.О влиянии некоторых конструкционно-технологических факторов на прочность стекол и ситаллов //Проблемы прочности, 1980.- №3.- с. 86-88.